# Brusen, Vrața
Brusen (în bulgară Брусен) este un sat în comuna Mezdra, regiunea Vrața,  Bulgaria. 

## Demografie
Componența etnică a satului Brusen
     Bulgari (89,44%)
     Romi (7,11%)
     Nicio identificare (3,44%)
     Altele (0,68%)
La recensământul din 2011, populația satului Brusen era de 436 locuitori. Din punct de vedere etnic, majoritatea locuitorilor (89,44%) erau bulgari, cu o minoritate de romi (7,11%). Pentru 3,44% din locuitori nu este cunoscută apartenența etnică.